# Fredonia Manufacturing Company

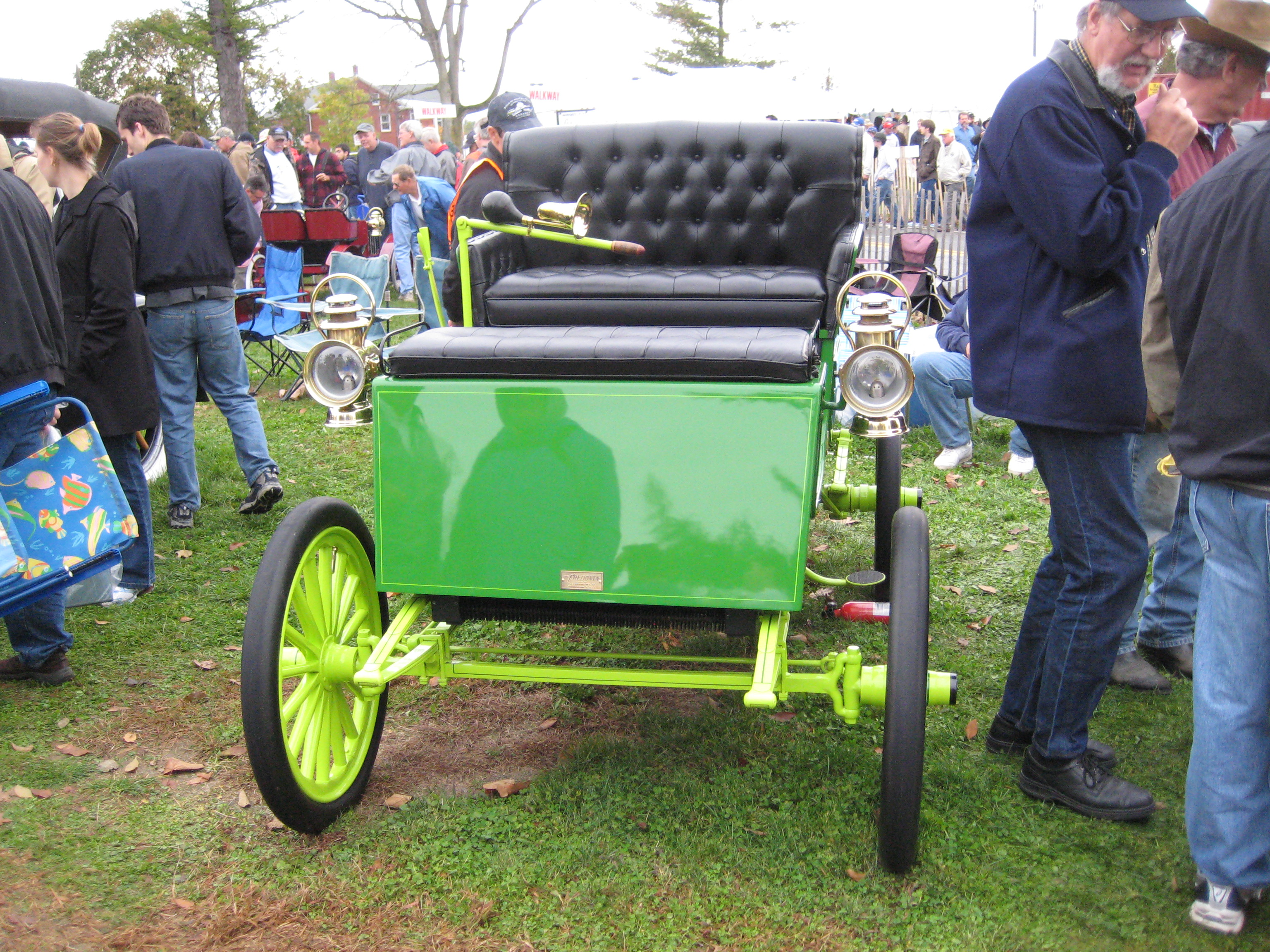
Fredonia

Fredonia Manufacturing Company war ein US-amerikanischer Hersteller von Automobilen.

## Unternehmensgeschichte
Das Unternehmen hatte seinen Sitz in Youngstown in Ohio. Es stellte ab 1895 einzelne Automobile her. Im September 1902 begann die Serienproduktion. Der Markenname lautete Fredonia. Im Sommer 1904 folgte die Insolvenz. Damit endete die Produktion.

## Fahrzeuge
1895 entstand das erste Fahrzeug. Je nach Quelle folgten wenige oder ein bis zwei Fahrzeuge entweder 1895 oder 1896. Eines dieser Fahrzeuge kaufte der Arzt Carlos Booth. Nach Unternehmensangaben war dies der erste Verkauf eines Personenkraftwagens mit Ottomotor an einen Arzt in den USA. Der Motor stammte von W. Lee Crouch. Die Karosserie entwarf Booth. Die genaue Verbindung zu Crouch und seiner späteren Crouch Automobile Manufacturing and Transportation Company ist unklar.
Die Serienmodelle hatten Einzylindermotoren.
Von 1902 bis 1903 gab es den 9 HP, dessen Motor 9 PS leistete. Das Fahrgestell hatte 183 cm Radstand. Aufbau war ein Runabout. Außerdem stand ein 10 HP im Sortiment. Der Motor leistete 10 PS. Der Radstand betrug 221 cm. Die Fahrzeuge waren als Tonneau karosseriert.
1904 war ein 10/12 HP das einzige Modell. Die Motorleistung war mit 10/12 PS angegeben. Der Radstand maß 213 cm. Zur Wahl standen ein zweisitziger Runabout und ein fünfsitziger Tourenwagen.

## Modellübersicht
| Jahr      | Modell   | Zylinder | Leistung (PS) | Radstand (cm) | Aufbau                                  |
| --------- | -------- | -------- | ------------- | ------------- | --------------------------------------- |
| 1902–1903 | 9 HP     | 1        | 9             | 183           | Runabout                                |
| 1902–1903 | 10 HP    | 1        | 10            | 221           | Tonneau                                 |
| 1904      | 10/12 HP | 1        | 10/12         | 213           | Runabout 2-sitzig, Tourenwagen 5-sitzig |